# Suzanne Weekes

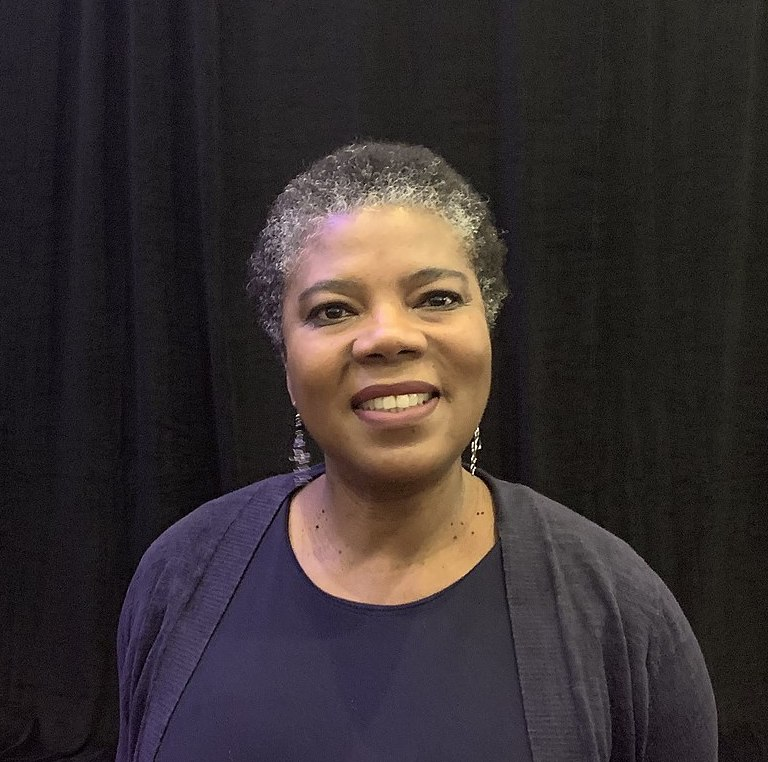
Suzanne Weekes, 2020

Suzanne Louise Weekes (* 2. Hälfte des 20. Jahrhunderts in Trinidad und Tobago) ist eine US-amerikanische Mathematikerin und Hochschullehrerin. Sie ist Professorin für Mathematik am Worcester Polytechnic Institute (WPI) in Massachusetts und ist Mitbegründerin des Undergraduate Program des Mathematical Sciences Research Institute.

## Leben und Werk
Weekes studierte Mathematik und Informatik an der Indiana University Bloomington und erwarb 1989 einen Bachelor of Science. 1990 erhielt sie einen Master-Abschluss in angewandter Mathematik und promovierte 1995 in Mathematik und wissenschaftlichem Rechnen an der University of Michigan bei E. Harabetian mit der Dissertation: The Travelling Wave Scheme for the Navier-Stokes Equations.
Seit 1998 ist sie Mitglied der Fakultät des WPI und wurde 2008 dort Associate Professorin. 2019 wurde sie Interim Associate Dean für Undergraduate Studies am WPI. Sie ist Mitglied der Science Policy Committees der American Mathematical Society (AMS) und der Society for Industrial and Applied Mathematics (SIAM). Im Rahmen ihrer wissenschaftspolitischen Arbeit leitete sie die SIAM-Task-Force für zukünftige Forschungsrichtungen für die National Science Foundation (NSF), deren Ziel es war, Empfehlungen für zukünftige angewandte mathematische und rechnergestützte Forschungsrichtungen im Rahmen der Covid19-Pandemie zu geben.
2019 wurde sie als Mitglied in das Exekutivkomitee der Association for Women in Mathematics gewählt. 2020 wurde sie zur Geschäftsführerin der SIAM ernannt. Am 1. Januar 2021 trat sie die Nachfolge von Dr. James M. Crowley als Executive Director für SIAM an.

## Auszeichnungen
- 2015: Denise Nicoletti Trustees Award[3]
- 2017: Preisträgerin des Black History Month 2017, Mathematically Gifted & Black
- 2019: M. Gweneth Humphreys Award for Mentoring, Association for Women in Mathematics
- 2020: Deborah und Franklin Tepper Haimo Award, Mathematical Association of America[4]

## Veröffentlichungen (Auswahl)
- mit K. A. Lurie: Effective and Averaged Energy Densities in One-Dimensional Wave Propagation through Spatio-Temporal Dielectric Laminates with Negative Effective Values of epsilon and mu. In Nonlinear Analysis and Applications: To V. Lakshmikantham on His 80th Birthday, edited by R. Agarwal and D. O’Regan, Kluwer Academic Publishers, 2004, S. 767–789.
- A Dispersive Effective Equation for Wave Propagation through Dynamic Laminates, in Wave Motion, 38, 2003, S. 25–41.
- A Stable Scheme for the Numerical Computation of Long Wave Propagation in Temporal Laminates. in Journal of Computational Physics, 176, 2002, S. 345–362.
- Numerical computation of Wave Propagation in Dynamic Materials. Applied Numerical Mathematics, 37, 2001, S. 417–440.
- The Travelling Wave Scheme for The Navier-Stokes Equations. SIAM Journal of Numerical Analysis, 35, 1998, S. 1249–1270.